# Kologriv
Kologriv (en russe : Кологрив) est une ville de l'oblast de Kostroma, en Russie, et le centre administratif du raïon de Kologrivski. Sa population s'élève à 3 240 habitants en 2013.

## Géographie
Kologriv se trouve sur la rive gauche de la rivière Ounja, un affluent de la Volga, à 232 km au nord-est de Kostroma.

### Climat
| Mois                              | jan.  | fév.  | mars | avril | mai  | juin | jui. | août | sep. | oct. | nov. | déc. | année |
| --------------------------------- | ----- | ----- | ---- | ----- | ---- | ---- | ---- | ---- | ---- | ---- | ---- | ---- | ----- |
| Température minimale moyenne (°C) | −15,2 | −14,2 | −8,9 | −1,5  | 4,2  | 9,3  | 11,8 | 9,5  | 5,2  | 0,2  | −6,7 | −12  | −1,5  |
| Température moyenne (°C)          | −11,7 | −10,1 | −4   | 3,9   | 10,8 | 15,5 | 17,9 | 15,1 | 9,7  | 3,2  | −4,3 | −9   | 3,1   |
| Température maximale moyenne (°C) | −8,2  | −6    | 0,8  | 9,3   | 17,3 | 21,6 | 24,1 | 20,6 | 14,1 | 6,2  | −1,9 | −6,1 | 7,7   |
| Précipitations (mm)               | 39,8  | 29,6  | 29,5 | 31,9  | 44,5 | 76,7 | 69,4 | 68,5 | 52,9 | 55,6 | 43,3 | 45,7 | 587,4 |

## Histoire
La région était habitée autrefois par des tribus finno-ougriennes, comme l'indiquent de nombreux toponymes Ounja, Pejenga, Oujouga, Parfenievo, Markhanga, etc. Les tribus slaves arrivèrent aux XIe et XIIe siècles et les populations se mélangèrent définitivement. Kologriv est mentionnée pour la première fois dans une chronique du début du XVIe siècle, lorsqu'il est fait état d'un fort pour se défendre des Tatars, puis le village disparut. En 1727, Ivan Rogozine fonda un nouveau village à l'emplacement de celui de Kitchino, plus loin au bord de la rivière qui prit le nom de Kologriv en 1778.
Peu à peu, le village est devenu un bourg commercial significatif des environs, avec ses églises et ses maisons cossues. Kologriv a le statut de ville depuis 1778.

## Population
Recensements (*) ou estimations de la population
| 1856  | 1897* | 1926* | 1939* | 1959* | 1970* |
| ----- | ----- | ----- | ----- | ----- | ----- |
| 1 300 | 2 565 | 3 086 | 4 000 | 4 568 | 4 599 |

| 1979* | 1989* | 2002* | 2010* | 2012  | 2013  |
| ----- | ----- | ----- | ----- | ----- | ----- |
| 4 296 | 4 306 | 3 700 | 3 314 | 3 286 | 3 240 |